# 借记卡

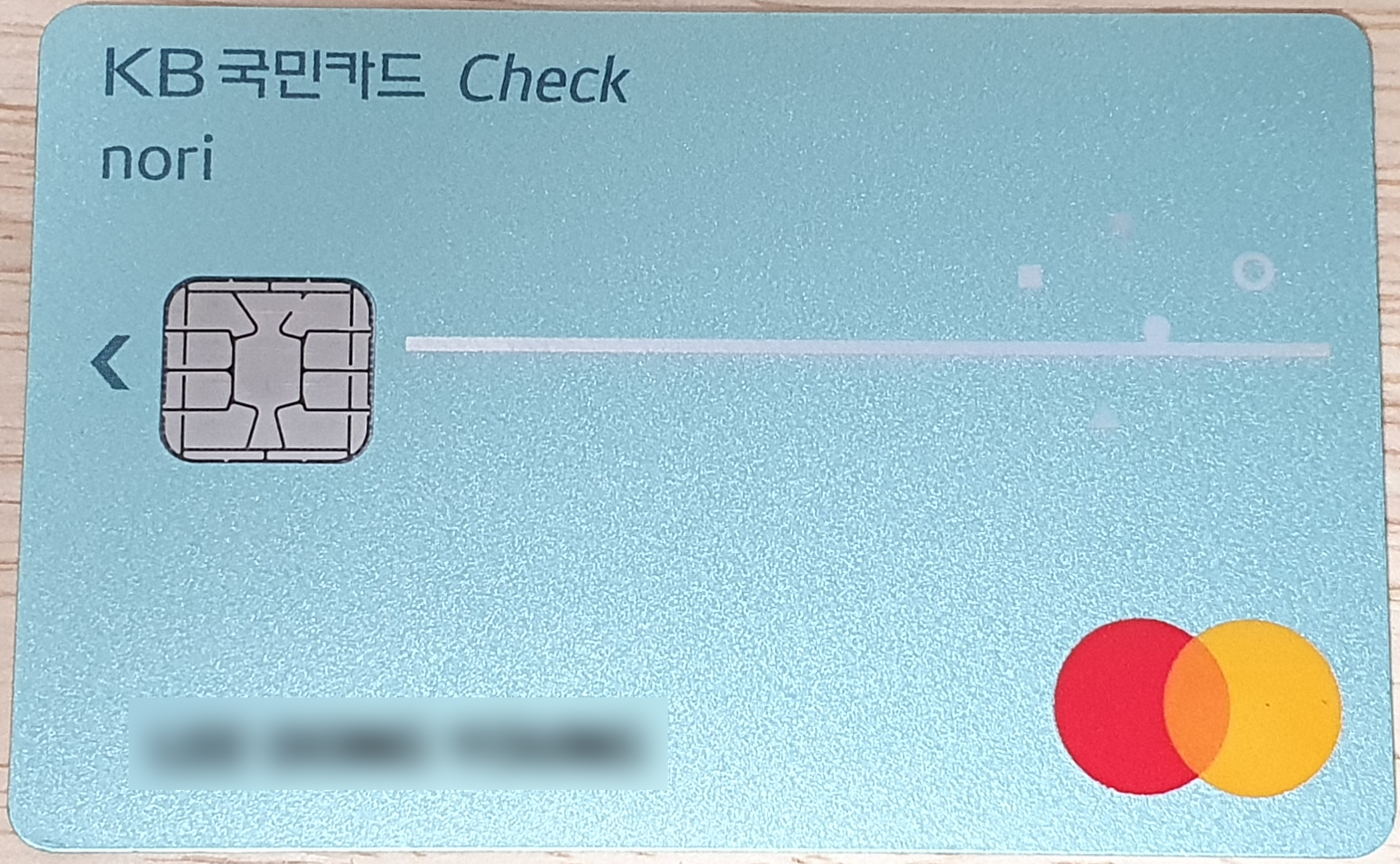
韓國KB國民銀行發行的MasterCard簽帳金融卡

借记卡（英語：debit card）是银行卡的类型之一，其特點是可以刷卡消費，但其支付方式與信用卡不同，是以圈存的方式從連結的銀行帳戶內扣款，因此不会产生超刷、透支或动用循环利息的情形。其他如轉帳、提款、存款等功能則與一般金融卡相同；也同樣會分為普卡、金卡、白金卡或商務卡等幾種類型。
由於申辦信用卡往往會要求持卡人出示財力證明，造成特定職業別或在學學生無法申辦；簽帳金融卡便成為其替代選項，讓僅持有金融卡者也能進行刷卡消費。

## 規格
借记卡与信用卡的使用在消费操作上完全一致，能刷信用卡的POS机一般可刷借记卡。

### 密码式
购物时需输入个人密码。密码式借记卡只适用于安装了連線POS机的商户，此终端设备提供输入个人密码的装置。
目前，几乎所有中国银联借记卡、Maestro（Mastercard旗下的借记卡品牌）、香港的易辦事和已停用的Visa Interlink是以此模式運作。

### 签名式
像使用大部分信用卡一样，购物时需在收据上签名。签名式借记卡可用于安装了连线或离线POS机的商户。有些借记卡只适用于密码操作，有些则密码和签名两用。
签名式的借记卡更具弹性，即使在没有安装密码POS机的商户也可使用。不论借记卡属于哪种类型，你购物时金额都会自动从你的账户中扣除。两种借记卡都需用个人密码在自动柜员机上提款。银行在发卡时会给你一个初始的密码。
目前以Visa运作的借记卡（即「Visa金融卡」）就是以此模式运作，亦有少部份万事达卡借记卡（主要为跟信用卡一样卡上的地球激光全息图置于卡背的版本）亦是以此模式运作。

### 密码加签名式
有些借记卡以「密码加签名」模式运作，交易时须输入密码并于收据上签名核实交易。
大部份中国银联的借记卡、大部份万事达卡借记卡（主要为卡上的地球激光全息图置于卡面万事达卡标志之上），以及已停用的Visa Electron均以此模式运作。
芯片借记卡在通过拍卡进行支付时，满足一定条件下，如银联闪付卡消费金额不足1000元，卡片及POS及允许小额免密，可免密支付。
德国的银行发行的借记卡一般同时有密码和签名两种方式，但是验证的时候只会要求使用其中一种。

## 與信用卡的差異
簽帳金融卡與信用卡雖然都可以進行刷卡消費，但是兩者的支付方式並不相同。信用卡是銀行提供固定期間的一定消費額度，持卡人在此額度內可以預先消費，等期限屆至時再繳費；簽帳金融卡則是綁定活期存款帳戶，並以圈存交易的方式扣款，消費的額度僅限當下帳戶內的可用餘額。因此，簽帳金融卡不會像信用卡一樣有超刷及卡債的問題。
簽帳金融卡的好處在於可以確保持卡人不會因為購買力小於可刷額度而超刷，導致無法償還消費金額的情形；但同樣有著缺點，即能使用的通路較信用卡來得少，部分消費僅供信用卡刷卡而不開放簽帳金融卡（例如微信支付僅開放綁定中国境外信用卡刷卡消費，目前暫不開放境外簽帳金融卡）。

## 发行机构
目前國際上主要的簽帳金融卡發卡組織有Visa、万事达卡、中国银联和JCB。

### Mastercard
万事达卡提供三种品牌的借记卡，包括万事达卡借记卡（Debit Mastercard）、万事顺卡（Maestro）和顺利卡（Cirrus）。现时主要使用的是Debit Mastercard，而Maestro在欧洲地区比较常见。

### JCB
JCB在日本、蒙古、緬甸、臺灣和越南等地與當地銀行合作發行JCB Debit。其中在臺灣，華南銀行是唯一發行JCB Debit的銀行。

### 中国银联
中國銀聯除中国大陆和港澳地區外，也在部分国家有发行借记卡，海外发卡机构早期主要为中资银行分支机构。
不过目前在韩国，东南亚地区等地，也有不少本地银行发行银联借记卡。

#### 银联双标借记卡
中国大陆各商业银行早期有发行带银联和Visa、万事达标志的双标借记卡，可同时在银联和Visa/万事达网络使用（中国大陆以银联通道清算，境外则视卡片情况而定），均为磁条卡，部分卡种仅限在中国大陆境内使用。
2016年12月中国人民银行发文决定停止新发行双标卡后，各大银行陆续停止发行双标借记卡。
而在俄罗斯，韩国，泰国，缅甸，马来西亚等地也有发行银联双标借记卡，主要是银联与Mir，BC卡等地域性卡组织的双标卡。

### Carte Bleue
Carte Bleue是法國的借记卡支付系統。其卡片现均以visa/万事达之间的双标卡出现。

### Smart Pay
Smart Pay是台灣財金公司的簽帳金融卡支付系統。但現時台灣國內交易網路以Mastercard、Visa等國際組織網路為主流，惟因費用較低，仍有少數商家支援Smart Pay網路（例如中華郵政、全聯福利中心）。